# حركة تصاحبية
الحركة التصاحبية هي عرض عصبي تحدث فيه حركات عضلية عفوية وتسبب تقلصات لا إرادية متزامنة في العضلات الأخرى. على سبيل المثال، قد يحرض الابتسام تقلصات في عضلات العين، ما يسبب الحول لدى الشخص إذا ابتسم. تُصاب عضلات الوجه وعضلات العين الخارجية أغلب الأحيان، وفي حالات نادرة قد تؤدي يدا المريض حركات المرآة.
تنتج الحركة التصاحبية عادةً عن خلل في عصب معين. تشمل الأسباب المحتملة الشفاء المعيب بعد رض على العصب أو التحلل العصبي، مثل مرض باركنسون. في الحالات الخلقية، عُثر على طفرات في الجينات المسؤولة عن تطور العصب، وبالتحديد التطور المحوري. تحدث الحركة التصاحبية في حالات نادرة كجزء من المتلازمات ذات المشاكل العصبية الصماوية، مثل متلازمة كالمان. يعد الإنذار جيدًا عمومًا ويكون معدل الذكاء والمدى العمري طبيعيين. يعتمد العلاج على السبب، ولكنه يكون محافظًا إلى حد كبير باستخدام إعادة التأهيل الوجهي والعلاج الإيمائي عند الحاجة، في حين يُلجأ إلى البوتوكس والجراحة كملاذ أخير.

## الأنواع
تشمل معظم الحالات الأعصاب القحفية، التي تعصب العديد من العضلات القحفية الصغيرة، مثل العضلات الوجهية وعضلات العين. تعتبر هذه الحالة مختلفة عن باقي مناطق الجسم التي يكون خلل العضلات الكبيرة فيها أقل وضوحًا بسبب حجمها. قد تشمل الحركة التصاحبية الطرفين العلويين، وبالأخص اليدين وهو أمر نادر جدًا، إذ تظهر حالة واحدة من كل مليون شخص. في بعض الحالات، تتجدد الأعصاب ضمن الغدد على نحو خاطئ، كالغدد الدمعية، ما يؤدي إلى حالة تُعرف باسم دموع التماسيح أو متلازمة بوغوراد.

### الحركة التصاحبية الوجهية
الحركات الحركية الوجهية هي نتيجة شائعة لشلل العصب الوجهي مجهول السبب، ويسمى أيضًا شلل بل أو الشلل الوجهي. يُعتقد أن شلل بل يحدث بسبب إعادة تنشيط الفيروس الذي يمكن أن يؤدي (من خلال آليات غير معروفة) إلى زوال الميالين المحوري المنتشر وتنكس العصب القحفي السابع، ما يؤدي إلى شلل نصفي بسبب عدم عمل العصب. يحاول العصب التعافي لاحقًا، ما يتسبب في حدوث خلل في التوصيل العصبي (انظر آلية العمل أدناه). في المرضى الذين يعانون من شلل العصب الوجهي الشديد، تتطور الحركة التصاحبية في الوجه عادةً. بالإضافة إلى ذلك، يمثل استخدام التحفيز الكهربائي أحد الخيارات العلاجية الشائعة لشلل الوجه. لسوء الحظ، ثبت أن هذا العلاج يعرقل إعادة التعصيب الطبيعي ويمكن أن يعزز تطور الحركة التصاحبية. تشمل الأعراض الأكثر شيوعًا للحركة التصاحبية الوجهية ما يلي:
- إغلاق العين مع تقلص إرادي لعضلات الفم.
- حركات في وسط الوجه مع إغلاق إرادي للعين.
- تيبس العنق (تقلص مبطحي) مع ابتسام إرادي.
- الدُماع (وتسمى أيضًا دموع التماسيح).
  - حالة يحرض فيها تناول الطعام الدماغ المفرط. يُعزى ذلك إلى التفاعل العصبي بين الغدد اللعابية والغدد الدمعية.[6]